# سينثيا إلواس كليفلاند
سينثيا إلواس كليفلاند (بالإنجليزية: Cynthia Eloise Cleveland)‏ هي محامية أمريكية، ولدت في 13 أغسطس 1845، وتوفيت في 10 مارس 1932.